# Chromosomalna cefalosporynaza AmpC
Chromosomalna cefalosporynaza AmpC – enzym wytwarzany przez niektóre bakterie Gram-ujemne, charakteryzujący się zdolnością rozkładu większości antybiotyków beta-laktamowych.

## Wytwarzanie
Cefalosporynaza jest wytwarzana przez wszystkie bakterie z rodziny Enterobacteriaceae, z wyjątkiem Salmonella, jednak w większości przypadków ekspresja genu jest zbyt niska aby miało to znaczenie kliniczne. Gen kodujący enzym (AmpC) znajduje się na chromosomie. Doniesiono o szczepach wytwarzających ten enzym nie należących do tej rodziny, podobnie jak o kodowaniu go przez gen plazmidowy, nie ma to jednak prawdopodobnie większego znaczenia klinicznego.
Wytwarzanie enzymu w dużych ilościach jest najczęściej indukcyjne, a induktorem jest zazwyczaj antybiotyk (choć są różnice w zależności od leku). Niektóre szczepy, nazywane mutantami z derepresorowanym genem AmpC wytwarzają enzym konstytutywnie, czyli niezależnie od obecności induktora. Takie szczepy stanową dużo większy problem kliniczny.

## Zakres działania
Enzym hydrolizuje wszystkie antybiotyki beta-laktamowe, oprócz karbapenemów oraz IV generacji cefalosporyn. Ostatnio doniesiono o istnieniu cefalosporynaz o poszerzonym spektrum, rozkładających także karbapenemy.